# Passo de Athabasca

O Passo de Athabasca (altitude 1753 m - 5751 pés) é um passo de montanha nas Montanhas Rochosas do Canadá na fronteira das províncias de Alberta e Colúmbia Britânica. Perto fica a nascente do rio Whirlpool, um afluente do rio Athabasca, que desagua no Oceano Ártico.
O passo situa-se entre o monte Brown e McGillivray Ridge.  Está a sul do passo de Yellowhead e a norte do passo de Howse.
Desde a sua primeira travessia documentada por David Thompson e seu guia nativo americano em 1811, o passo tornou-se um ponto importante para a rota de  comércio de peles entre o Canadá Superior e o Oregon Country.